# Bruno Todeschini
Pour les articles homonymes, voir Todeschini.
Bruno Todeschini, né le 19 septembre 1962 à Couvet, est un acteur franco-suisse.

## Biographie

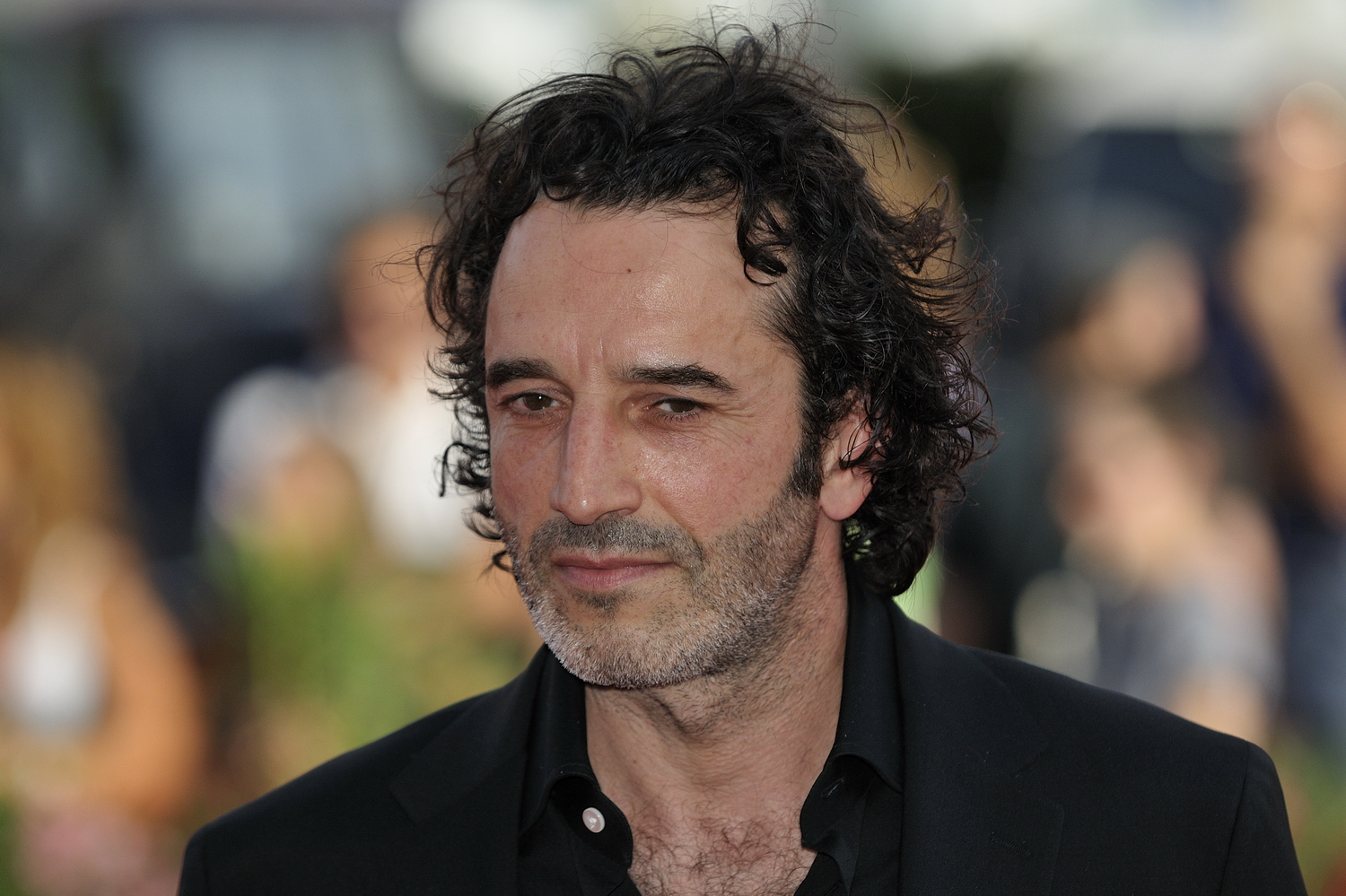
Bruno Todeschini lors de la Mostra de Venise 2009.

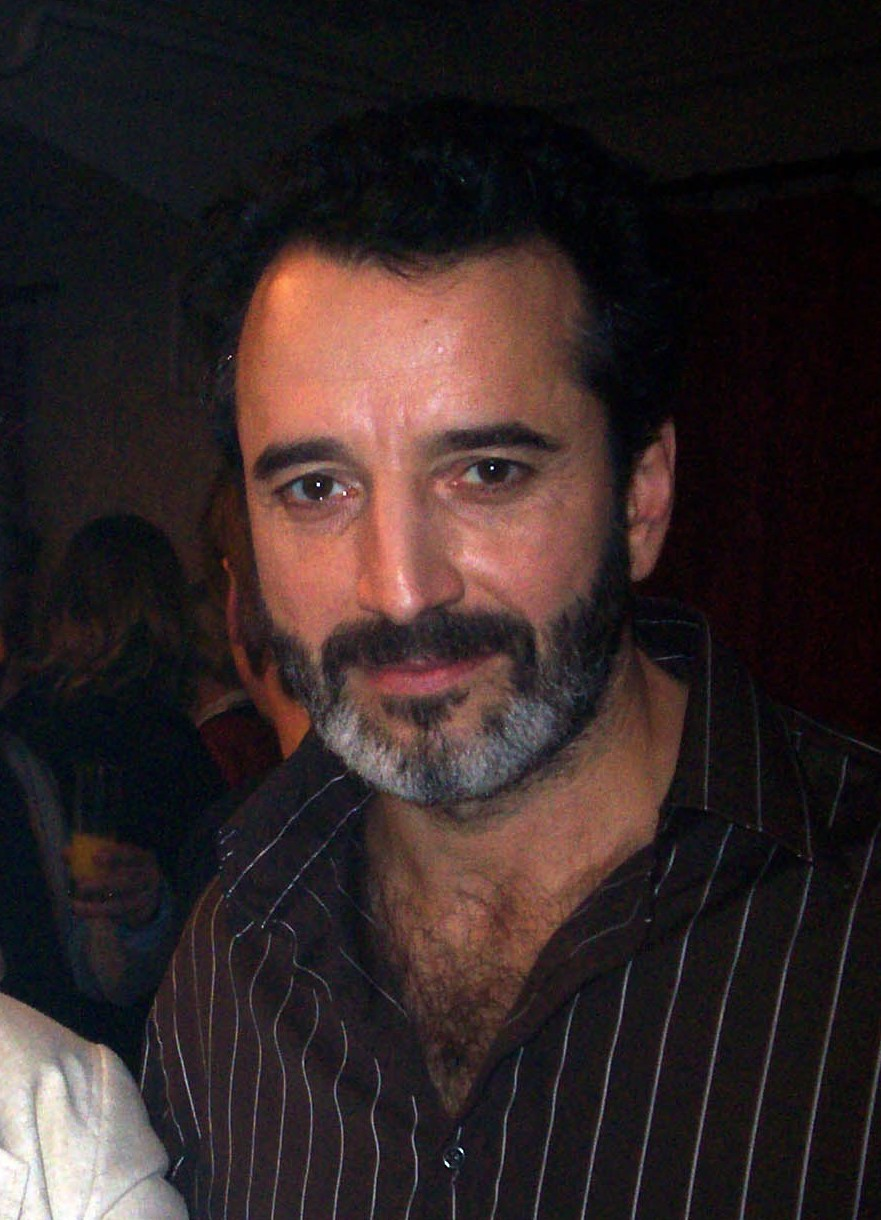
Bruno Todeschini en 2005.

Bruno Todeschini est né en Suisse dans la commune de Couvet, mais il a passé son enfance dans la commune de Marin-Epagnier. Son père est membre fondateur de club de football de Marin,.
Il suit les cours de l'École supérieure d'art dramatique de Genève avant d'entrer au Théâtre des Amandiers à Nanterre en 1986. Il y interprète des rôles au théâtre sous la direction de Patrice Chéreau, qui plus tard le fera jouer dans ses films (Hôtel de France en 1987, La Reine Margot, Ceux qui m'aiment prendront le train). Révélé en 1992 dans La Sentinelle d'Arnaud Desplechin, il se consacre avant tout au cinéma d'auteur : on le voit dans des films de Téchiné (Ma saison préférée), Rivette (Haut bas fragile), Pascale Ferran, Michael Haneke, Xavier Giannoli...
Il apparaît également dans des productions destinées à un plus grand public, comme Le Libertin, et surtout à la télévision. Il a notamment joué dans Un amour à taire, Les Rois maudits, Petits meurtres en famille.
Il est nommé aux Césars en 2004 pour son rôle dans Son frère de Patrice Chéreau. Il retrouve Valeria Bruni-Tedeschi dans Un couple parfait en 2006.

### Vie privée
Bruno Todeschini a un fils, Romain, né en 1997. De son mariage avec Sophie Broustal, il a également une fille, Paloma, née en août 2003.

## Filmographie

### Cinéma

#### Longs métrages
- 1986 : Le Caviar rouge de Robert Hossein
- 1987 : Hôtel de France de Patrice Chéreau
- 1989 : Outremer de Brigitte Roüan
- 1991 : Rien que des mensonges de Paule Muret
- 1991 : Sans un cri de Jeanne Labrune
- 1991 : Mensonges de François Margolin
- 1991 : Ma saison préférée d'André Téchiné
- 1992 : La Sentinelle d'Arnaud Desplechin
- 1992 : Le Nombril du monde d'Ariel Zeitoun
- 1992 : Fanfan d'Alexandre Jardin
- 1993 : Couples et Amants de John Lvoff, scénario de Pascal Bonitzer et Catherine Breillat
- 1993 : Petits Arrangements avec les morts de Pascale Ferran
- 1994 : La Reine Margot de Patrice Chéreau
- 1994 : À cran de Solange Martin
- 1994 : Haut bas fragile de Jacques Rivette
- 1996 : Les Raisons du cœur (Flammen im Paradies) de Markus Imhoof
- 1996 : Territoire comanche (Territorio Comanche) de Gerardo Herrero
- 1997 : Oranges amères de Michel Such
- 1997 : Francorusse d'Alexis Miansarow
- 1997 : Civilisées de Randa Chahal Sabbag
- 1997 : Ceux qui m'aiment prendront le train de Patrice Chéreau
- 1999 : Code inconnu de Michael Haneke
- 2000 : Quand on sera grand de Renaud Cohen
- 2000 : Le Libertin de Gabriel Aghion
- 2001 : Va savoir de Jacques Rivette
- 2001 : Avec tout mon amour de Amalia Escriva, avec Jeanne Balibar
- 2001 : Une affaire privée de Guillaume Nicloux
- 2001 : Fleurs de sang d'Alain Tanner
- 2001 : Peau d'ange de Vincent Pérez
- 2002 : L'Été d'Olga (Olgas Sommer)  de Nina Grosse
- 2002 : Son frère de Patrice Chéreau
- 2002 : Une employée modèle de Jacques Otmezguine
- 2003 : Agents secrets de Frédéric Schoendoerffer
- 2004 : Une aventure de Xavier Giannoli
- 2004 : Le Dernier Jour de Rodolphe Marconi
- 2004 : Cavalcade de Steve Suissa
- 2004 : La Petite Jérusalem de Karin Albou
- 2004 : Gentille de Sophie Fillières
- 2004 : Un couple parfait de Nobuhiro Suwa
- 2006 : 7 ans de Jean-Pascal Hattu
- 2007 : Une journée de Jacob Berger
- 2007 : Nessuna qualità agli eroi de Paolo Franchi
- 2008 : Le Bruit des gens autour de Diastème
- 2008 : Non-dit (Unspoken) de Fien Troch
- 2009 : Nuit de chien de Werner Schroeter
- 2009 : Sois sage de Juliette Garcia
- 2009 : Lourdes de Jessica Hausner
- 2010 : Orly de Angela Schanelec
- 2011 : Ma compagne de nuit de Isabelle Brocard
- 2011 : La Chanteuse de tango de Diego Martinez Vignatti
- 2011 : Switch de Frédéric Schoendoerffer
- 2011 : La Délicatesse de Stéphane et David Foenkinos
- 2012 : L'Oiseau d'Yves Caumon
- 2012 : Au cas où je n'aurais pas la palme d'or de Renaud Cohen
- 2012 : Le Nez dans le ruisseau de Christophe Chevalier
- 2013 : Mary Queen of Scots de Thomas Imbach
- 2014 : Papa Lumière de Ada Loueilh
- 2014 : La French de Cédric Jimenez
- 2016 : Sept Jours (Sette Giorni) de Rolando Colla
- 2016 : La vita possibile d'Ivano De Matteo
- 2016 : Brava de Roser Aguilar
- 2016 : La propera pell d'Isaki Lacuesta et Isa Campo
- 2017 : Les Fantômes d'Ismaël d'Arnaud Desplechin
- 2017 : Jalouse de David Foenkinos, Stéphane Foenkinos
- 2017 : Par instinct de Nathalie Marchak
- 2017 : Il mangiatore di pietre de Nicola Belluci : Ettore
- 2019 : L'État sauvage de David Perrault : Edmond
- 2019 : Camille de Boris Lojkine : Mathias
- 2021 : Les Amours d'Anaïs de Charline Bourgeois-Tacquet[3]
- 2022 : Les Engagés d'Émilie Frèche
- 2022 : Un an, une nuit d'Isaki Lacuesta

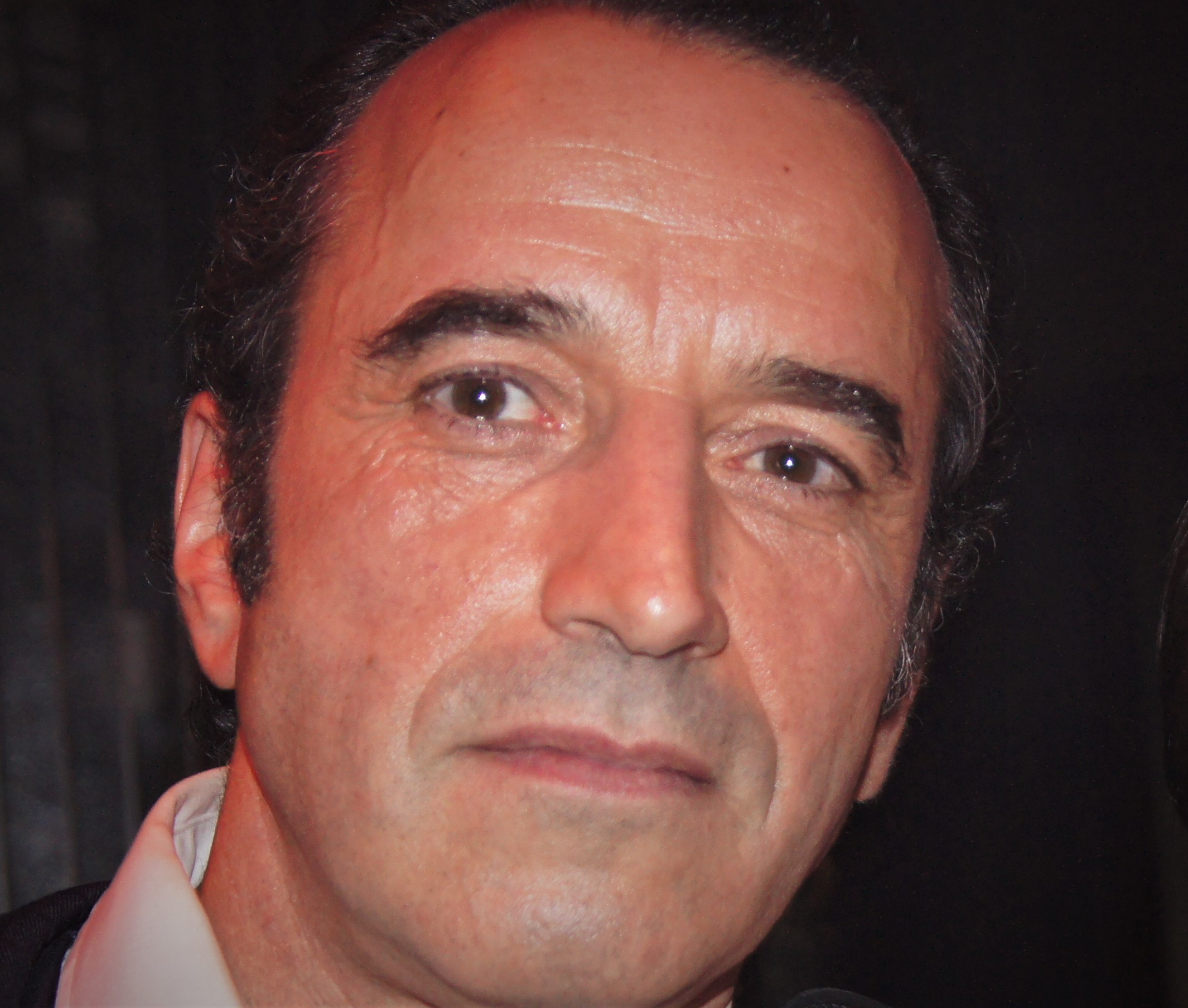
Bruno Todeschini dans "La french".

#### Courts métrages
- 1991 : Direct de Myriam D'Onnasice
- 1993 : Dracula, mon amour de Serge Abi-Yaghi
- 1996 : Tic Tac d'Éric Besnard
- 2003 : Sale hasard de Martin Bourboulon
- 2003 : Pellis de Yann Gozlan
- 2007 : Fin d'Édouard Tissot
- 2010 : Sortir de Nicolas Leborgne
- 2010 : Innocente (court métrage) de Samuel Doux[4]

### Télévision
- 1986 : Série noire épisode Piège à flics  de Dominique Othenin-Girard

- 1993 : Julie Lescaut épisode 3, saison 2 : Trafics de Josée Dayan — Herbier
- 1995 : L'Enfant en héritage de Josée Dayan
- 1995 : Jules et Jim de Jeanne Labrune
- 1995 : Le Passager clandestin d'Agustí Villaronga
- 1996 : Maigret tend un piège de Juraj Herz avec Bruno Cremer dans le rôle du Commissaire Maigret
- 1997 : Marion du Faouët de Michel Favart
- 1999 : À bicyclette de Merzak Allouache
- 2000 : Vertiges - ép. : Le Piège
- 2000 : La Juge Beaulieu
- 2001 : Les Semailles et les Moissons de Christian François
- 2001 : Phobies d'Arnaud Sélignac, avec Cristiana Reali et Emmanuelle Devos
- 2001 : Le Temps perdu de Frédéric Roullier Gall
- 2001 : Le Miroir d’Alice
- 2002 : Le juge est une femme
- 2003 : De soie et de cendre de Jacques Otmezguine
- 2004 : Vénus et Apollon
- 2004 : Caution personnelle de Serge Meynard
- 2005 : Un amour à taire de Christian Faure
- 2005 : Les Rois maudits de Josée Dayan, série
- 2005 : Dans l'ombre du maître de David Delrieux
- 2006 : Petits meurtres en famille
- 2006 : Poison d'avril de William Karel
- 2007 : Opération Turquoise d'Alain Tasma
- 2007 : Voici venir l'orage... de Nina Companeez, série
- 2009 : Sous un autre jour d'Alain Tasma
- 2009 : Hors du temps de Jean-Teddy Filippe
- 2010 : Contes et nouvelles du XIXe siècle : L'Écornifleur de Jean-Charles Tacchella
- 2010 : 10 de Jean-Laurent Chautems, série
- 2011 : Corps perdus d'Alain Brunard
- 2011 : Pasteur d'Alain Brunard
- 2011 : Fragonard, docu-fiction de Jacques Donjean et Olivier Horn
- 2011 : Longue Peine de Christian Bonnet
- 2012 : Bankable de Mona Achache
- 2012 : Antigone 34 de Louis-Pascal Couvelaire, série
- 2012 : La Main passe de Thierry Petit
- 2013 : Le Métis de Dieu de Ilan Duran Cohen
- 2013 : Odysseus de Stéphane Giusti
- 2013 : Les Déferlantes de Éleonore Faucher
- 2014 : 3 femmes en colère de Christian Faure
- 2015 : La Vie devant elles de Gabriel Aghion, série
- 2015 : Nicolas Le Floch : Le Noyé du Grand canal de Philippe Bérenger
- 2016 : Capitaine Marleau : Brouillard en thalasso de Josée Dayan
- 2016 : Les Sirènes de Levanzo de Rolando Colla
- 2017 : La Vie devant elles (saison 2) de Gabriel Aghion
- 2017 : Paris etc. de Zabou Breitman, série
- 2017 : Private Banking, série : Arnaud
- 2018 : Dévoilées de Jacob Berger
- 2018 : Double vie de Bruno Deville, série
- 2020 : César Wagner, épisode Sombres desseins
- 2021 : Juliette dans son bain de Jean-Paul Lilienfeld[5]
- 2022 : Capitaine Marleau, épisode Le Prix à payer de Josée Dayan
- 2022 : Meurtres à Chantilly de Marjolaine de Lecluse
- 2023 : BRI, série télévisée de Jérémie Guez

## Théâtre
- 1987 : Penthésilée de Heinrich von Kleist, mise en scène Pierre Romans, Festival d'Avignon, Théâtre Nanterre-Amandiers
- 1987 : Platonov d'Anton Tchekhov, mise en scène Patrice Chéreau, Festival d'Avignon, Théâtre Nanterre-Amandiers, Ossip
- 1988 : Chroniques d'une fin d'après-midi spectacle composé de fragments d'œuvres  d'Anton Tchekhov, mise en scène Pierre Romans, Festival d'Avignon
- 1988 : Le Conte d'hiver de William Shakespeare, mise en scène Luc Bondy, Théâtre Nanterre-Amandiers, Festival d'Avignon, TNP Villeurbanne
- 1988 : Hamlet de William Shakespeare, mise en scène Patrice Chéreau, Festival d'Avignon, TNP Villeurbanne, Le Cargo, tournée
- 1989 : Hamlet de William Shakespeare, mise en scène Patrice Chéreau, Théâtre Nanterre-Amandiers, tournée européenne
- 2008 : Elle t'attend de Florian Zeller, mise en scène de l'auteur, Théâtre de la Madeleine
- 2017 : Le Songe de Don Quichotte de Florient Azoulay, mise en scène de l'auteur, Grand Palais

## Distinctions

### Récompenses
- Lumières 2004 : Lumière du meilleur acteur pour Son frère

### Nominations
- César 2004 : César du meilleur acteur pour Son frère
- Prix du cinéma européen 2003 :  Meilleur acteur pour Son frère
- Swiss Film Prize 2008 : Meilleur acteur pour Une journée